# Det brændende spørgsmål
Det brændende spørgsmaal er en dansk spillefilm fra 1943 instrueret af Alice O'Fredericks efter manuskript af Svend Rindom og Thit Jensen. Filmen handler om frivilligt moderskab.

## Handling
Bodil Kragh, en sød og frisk ung pige, bliver henrykt, da hun hører, at hendes gamle flamme Carsten vender tilbage til byen, og hun og Carsten aftaler, at de aldrig mere vil gå fra hinanden. Bodil får imidlertid ikke lov til at være glad og ubekymret ret længe, idet hendes chefs søn Hugo, en døgenigt og pigejæger, benytter enhver lejlighed til at nævne, at han mener, at der foreligger mulighed for, at hun bliver moder til hans børn. Da Bodil siden erfarer, at hun er gravid, er hun bange for, at dette vil ødelægge hendes muligheder med flammen Carsten.

## Medvirkende i udvalg
- Poul Reumert
- Grethe Holmer
- Maria Garland
- Katy Valentin
- Poul Reichhardt
- Bodil Kjer
- Sigrid Horne-Rasmussen
- Carl Heger
- Peter Nielsen
- Asbjørn Andersen